# Développement local
 (juin 2020).
Si vous disposez d'ouvrages ou d'articles de référence ou si vous connaissez des sites web de qualité traitant du thème abordé ici, merci de compléter l'article en donnant les références utiles à sa vérifiabilité et en les liant à la section « Notes et références ».
 (juin 2020).
Le concept de développement local est lié à la politique de décentralisation, politique et administrative[pas clair], mise en œuvre dans de nombreux pays.

## Afrique

### Le développement local au Sud du Sahara
Au Sud du Sahara, le développement local est stimulé par le processus de décentralisation politique, administrative et parfois financière qui s'est installé depuis la fin des années 90 dans la plupart des pays. La décentralisation a révisé le découpage administratif de tous les pays qui l'ont entreprise, créant des milliers de nouvelles entités administratives (municipalités) et obligeant chacune d'elles à avoir un plan de développement local appelé, selon les pays, plan de développement communal (PDC) ou économique et social, municipal, etc. Dans chaque pays le ministère compétent a bientôt élaboré des lignes directrices spécifiques pour élaborer le PDC et a permis aux conseils municipaux nouvellement élus d’être aidés dans le processus par des organisations non gouvernementales locales ou internationales. 
Considérant l'absence d'informations quantitatives sur les nouvelles municipalités, parfois composées par plus d'une centaine de localités, le processus de formation du plan de développement communal (PDC) n'a utilisé que les connaissances locales pour l'analyse du territoire et de ses problèmes. Ces connaissances ont été recueillies en utilisant les outils d’évaluation rurale participative introduits par Chambers (1992) puis systématisés dans le MARP-Méthodologie accélérée de recherche participative (carte ressource, cartes sociales, diagramme de Venn, arbre à problèmes, transect, etc.) et quelques outils de planification du développement (cadre logique, chronogramme).
Les PDC sont donc des outils obligatoires, qui identifient les besoins de tous les secteurs de compétence d'un gouvernement local (agriculture et élevage et pêche, éducation, santé, affaires sociales, environnement, routes, transports, télécommunications, habitats, eau et énergie, culture, sport, parfois tourisme) et les mesures qui doivent être menées à moyen terme (4-5 ans). À cet égard, les PDC s'inspirent de l’expérience des général / compréhensive plan des États-Unis, qui restent cependant des instruments à long terme (20 ans), basés sur l’occupation des sols (au moins depuis les années 1970) et aujourd’hui produits sur la base d'un processus hautement participatif. De nos jours, de nombreux pays au Sud du Sahara peuvent compter sur trois générations de plans locaux.
Le bilan de cette expérience unique de planification « par le bas » reste occasionnel (Tiepolo 2011). Au cours des dix dernières années, certains pays ont demandé à analyser les menaces climatiques au sein des PDC et à inclure les mesures qui en découlent. Néanmoins, les plans de dernière génération ont peu de chances de donner une impulsion au développement local s’ils sont mis en œuvre car fondés sur des analyses fragiles, ils sont mis en place rapidement sans une implication authentique des communautés locales. Certains observateurs estiment qu'il est nécessaire de moderniser l’approche et les outils utilisés jusqu’à présent pour permettre de compléter les connaissances locales avec celles technico-scientifiques désormais librement accessibles et de renforcer les capacités administratives locales. Mais c'est le mécanisme même de préparation du plan qui devrait être revu pour inclure les femmes et les communautés locales dans la prise de décision et le suivi du PDC (Tiepolo et Braccio 2020).
Au Burkina Faso, pays situé en Afrique de l'Ouest, le développement local est défini comme « un processus dynamique dans lequel les acteurs organisés et mobilisés initient et mettent en œuvre des activités sur un espace donné en vue de l'amélioration de leurs conditions de vie ».

## Europe

### Aspect français
Le concept de développement local est apparu en France au milieu des années 1960, en réaction aux pratiques dirigistes de l'aménagement du territoire fondées sur des logiques sectorielles de filière. Pour l'État, l'aménagement du territoire peut être considéré comme le volet spatial de la planification. Quand l'État, au début des années soixante, veut mener une ardente politique d'aménagement du territoire, il développe d'abord une critique vigoureuse du maillage territorial hérité, celui des départements : mal découpés, trop étriqués, trop dominés par ce que le général De Gaulle appelait « les petits notables de sous-préfectures », inadéquats pour une grande action nationale. 

#### Projetsascendantetdescendantde développement
Selon Georges Gontcharoff, ancien rédacteur en chef de la revue Correspondances municipales, devenue Territoires, il est à peu près certain que la fortune récente du mot territoire est liée simultanément à une réflexion de type planiste, c'est-à-dire à la recherche de l'espace optimal pour mener une action publique descendante, volontariste, et à une réflexion de type autogestionnaire, c'est-à-dire à la recherche de l'espace optimal pour conduire un projet ascendant de développement, lié à une mobilisation sociale. 
La vision « descendante de l'État » (les décisions sont prises en haut lieu sans concertation avec les populations concernées) est contestée au début des années 1970 par de nombreux acteurs locaux qui considèrent que le développement d'un territoire doit prendre en compte les besoins et les aspirations de ses habitants : c'est le développement par en bas prôné par le « mouvement des Pays », dont le slogan « vivre, travailler et décider au Pays » résume bien la logique d’autonomie vis-à-vis des centres décisionnels, qu'ils soient politiques ou économiques. C'est pourquoi, les acteurs locaux engagés dans des démarches de développement local ont été apparentés dans les années 1970 à des « militants d'un autre développement » (on parlerait aujourd'hui de développement alternatif.)
Pour mieux cerner la notion de développement local, on[Qui ?] peut citer une définition qui a fait date : « Le développement local n'est pas la croissance, c'est un mouvement culturel, économique et social qui tend à augmenter le bien-être d'une société. Il doit commencer au niveau local et se propager au niveau supérieur. Il doit valoriser les ressources d'un territoire par et pour les groupes qui occupent ce territoire. Il doit être global et multidimensionnel, recomposant ainsi les logiques sectorielles » (États généraux des Pays, Mâcon, juin 1982).

#### Depuis les lois de décentralisation (des années 80)
Les lois Defferre de 1982-1983 de décentralisation, donnent plus de responsabilités aux collectivités territoriales pour mener des projets locaux et une politique d'aménagement plus pertinente car adaptée à chaque territoire. La loi des libertés et responsabilités locales (2004), appelée le deuxième acte de la décentralisation, poursuit cette volonté de l'État d'accorder plus de responsabilités et d'autonomie aux pouvoirs locaux. La fin des années 1990 a été marquée par une série de réformes importantes dans le domaine de l'aménagement du territoire. Elles correspondent à des logiques nouvelles reposant sur la prise en compte des territoires selon le vécu des habitants qui, du fait de leur mobilité, rendent caducs les découpages institutionnels du passé. Cette période marque aussi la consolidation des acteurs apparus au cours des années 1980 : l'Europe, à travers la politique régionale de l'UE, les collectivités locales, les Régions. Enfin, cette période voit apparaître de nouveaux enjeux tels que le développement durable. Il convient donc de bien saisir les mécanismes des politiques d'aménagement du territoire en France. Il est important de noter que les lois de décentralisation n'ont en rien affaibli les pouvoirs des communes et des départements au profit des régions. La décentralisation de ces vingt dernières années a permis aux collectivités locales et territoriales de devenir des acteurs essentiels du développement territorial. L'émergence de nouveaux territoires de projets le montre pleinement lorsque l'on connaît le rôle porteur des collectivités locales.
Aujourd'hui, après la période des pionniers, après celle des contrats de Pays, après celle des chartes intercommunales d'aménagement et de développement, on peut identifier environ 500 territoires de projet, dont 180 agglomérations (communautés urbaines et communautés d'agglomérations), à travers la France. Conséquence de cette décentralisation, de nouvelles dynamiques territoriales se sont créées pour mettre en place des projets, développant des stratégies intercommunales voire métropolitaines. En définitive, le développement local est plus qu'un concept, c'est un mandat politique, comme l'affirme l'économiste Laurent Davezies.